# Mentor (voilier)
Pour l’article homonyme, voir Mentor.
Le Mentor est une classe de dériveur ou quillard selon les versions, entièrement ouvertes, gréées en ketch marconi. Il a été créé à la fin des années 1970 par l'architecte Jean-Claude Meyran, et construit par le chantier naval André Stéphan de Concarneau, pour servir en école de voile, notamment pour l'UCPA et les écoles de voiles Jeunesse et Marine et les Glénans. 

## Utilisation
Bien qu'il puisse accueillir jusqu'à 10 personnes à son bord, elles trouveront facilement de quoi faire grâce aux nombreux réglages de voiles et du haubanage courant. Deux personnes expérimentées suffisent à le maîtriser.
C'est un voilier adapté à l'apprentissage de la croisière côtière. Le faible tirant d'eau qu'autorise la version dériveur, ainsi que sa grande manœuvrabilité et son faible poids en font un bateau particulièrement à l'aise dans les zones de roche. Son erre est faible dans la version dériveur. 
Il s'agit de plus d'un bateau particulièrement équilibré grâce à son gréement partagé, pouvant aussi planer dans de bonnes conditions de mer et de vent (houle régulière et 15/20 nœuds de vent).
Il est capable de supporter une grand-voile, une voile d'artimon, un foc ou un génois, et deux spinnakers, un sur chaque mât. Il est doté d'un coffre ponté sur l'avant. Le Mentor est doté d'un haubanage important ; les pataras (haubans arrières du mat d'artimon) peuvent être choqués lorsqu'ils sont sous le vent pour offrir plus de débattement à la voile. Les matériaux utilisés sont du contreplaqué quelquefois recouvert de résine époxy.

## Version modifiée
En 1998, le centre municipal de voile de la ville de Marseille a lancé l’étude d'un Mentor modifié dans le but de pouvoir permettre son utilisation dans un cadre handisport. Cette version nommée Pythéas en hommage au navigateur marseillais a été dessinée par Eric Jean et construit par Daniel Scotto. 
Grée en goélette a mâts égaux, le Pythéas se distingue notamment du Mentor par son double safran et une ouverture en milieu de plage arrière permettant l’accès de fauteuil roulants. Il en existe aujourd'hui 4 exemplaires. 